# Гімназія № 9 (Мелітополь)
Мелітопольська гімназія № 9 – загальноосвітній навчальний заклад у місті Мелітополь Запорізької області.

## Історія
Школа-комплекс № 9 з художньо-естетичним напрямом роботи була створена в 1994. У лютому 2004 року школа-комплекс стала навчально-виховним комплексом № 9.
У 2011 році навчально-виховний комплекс було перетворено на гімназію. Статус гімназії передбачав відсутність початкової школи, і всі учні початкової ланки були переведені до школи № 7.
Один з корпусів гімназії було передано під дитячий садок, і в 2012 році в ньому проводився капітальний ремонт.

## Спеціалізація гімназії та позакласна діяльність
Навчальна програма гімназії має художньо-естетичний ухил. У гімназії є 6 творчих відділень (у тому числі вокальне, інструментальне, хореографічне, декоративно-ужиткового мистецтва, театральне), на яких гімназисти навчаються паралельно з освоєнням основної шкільної програми. Кожен випускник гімназії разом із атестатом одержує й документальне підтвердження про закінчення одного із шести творчих відділень. При гімназії працюють театр «Балаганчик» (керівник Наталія Честнова-Туменко) та вокальний ансамбль «Співаночки». Хорові колективи гімназії «Сонечко» та «Джерело» неодноразово ставали лауреатами обласних та Всеукраїнських конкурсів.
У 5-9 класах гімназисти поглиблено вивчають природу та пов'язані з нею явища. В гімназії працює гурток «Юні друзі природи», на заняттях якого учні розсаджують рослини, поливають їх, ставлять наукові досліди.
З 2007 року на базі гімназії працює спеціалізована козацька школа «Джур». Її вихованці вивчають історію України та козацтва, стройову та вогневу підготовку, православну культуру. Курс школи розрахований на 5 років. В гімназії також організовано музей козацької слави.

## Досягнення
Учні гімназії перемагали на обласних предметних олімпіадах та обласних конкурсах-захистах наукових праць Малої академії наук з математики, фізики, іноземних мов. Євген Македонський став призером Всеукраїнської олімпіади з математики.
Газета «У дев'яточку!», що видається гімназистами, перемагала у міжрегіональних та Всеукраїнських конкурсах юних журналістів.